# Giovanni Bucher
Giovanni Enrico Bucher (Milão, 13 de abril de 1913 - Bellagio, 21 de agosto de 1992) foi um diplomata suíço.
Seus pais, Arturo e Lily Füglistaller, eram hoteleiros. Bucher fez seus estudos em Paris e Zurique, onde concluiu seu doutorado em direito. Entre 1939 e 1941 realizou seu estágio no tribunal do distrito de Zurique, obtendo a patente de advogado em 1942. Ingressou na carreira diplomática em 1943, exercendo postos na África, Ásia e Europa. Em 1961, foi nomeado embaixador em Lagos, Nigéria, também acreditado na República dos Camarões e, em 1963, no Chade. Foi nomeado embaixador no Rio de Janeiro em 1965. Foi sequestrado em 7 de dezembro de 1970 por guerrilheiros de extrema-esquerda da Vanguarda Popular Revolucionária (VPR) — uma das organizações que combatiam a ditadura militar que vigorava no país —, numa ação comandada por Carlos Lamarca e Gerson Theodoro de Oliveira. Bucher foi liberado em 16 de janeiro de 1971, em troca da libertação de setenta prisioneiros políticos. Posteriormente, Bucher foi embaixador do seu país em Tóquio (1971-1974) e em Lisboa (1975-1978).

## O sequestro
Embaixador no Brasil havia quatro anos, Bucher seguia pontualmente, todos os dias, para a embaixada, sem carros de segurança, desprezando as recomendações da Polícia Federal com relação a sequestros anteriores de diplomatas no país. O sequestro ocorreu em 7 de dezembro de 1970, na rua Conde de Baependi, no bairro do Flamengo, zona sul do Rio Janeiro, de onde ele foi levado para uma casa ocupada pelos sequestradores, na Rua Taracatu, no subúrbio carioca de Rocha Miranda. Durante a operação, Hélio Carvalho de Araújo, um dos agentes federais que atuava na segurança do embaixador e estava dentro do Buick azul da embaixada, foi morto a tiro por Lamarca.
Em troca da vida do embaixador suíço, a VPR exigiu do governo a libertação de 70 presos políticos. Como adendo, exigiam o congelamento geral dos preços por noventa dias e a liberação das roletas nas estações de trem do Rio de Janeiro. Na época, foi o mais alto preço cobrado pela libertação de um diplomata sequestrado.
Bucher foi vítima do mais longo sequestro político já acontecido no Brasil. O governo militar, que havia cedido rapidamente às exigências dos sequestradores nos casos anteriores, dessa vez resolveu endurecer e recusou-se a libertar treze dos setenta presos incluídos na lista enviada pela VPR. O impasse, que durou semanas, levou à decisão de eliminar Bucher, tomada pela maioria dos sequestradores e pelas bases da VPR na clandestinidade. Ele só não foi morto por intervenção de Lamarca, que, como líder, assumiu a responsabilidade de aceitar as contrapropostas do governo, salvando-lhe a vida.
Depois de mais um mês em poder da guerrilha, seu senso de humor fino e ferino, estilo bonachão e proseador, fizera com que tivesse um bom relacionamento pessoal com seus captores. Bucher chegou a se tornar um grande parceiro de Carlos Lamarca no jogo de biriba. Afinal, o embaixador foi libertado na manhã de 16 de janeiro de 1971, próximo da Igreja da Penha, na zona norte do Rio de Janeiro, três dias após o embarque dos 70 presos libertados — com os 13 negados substituídos por outros — para o exílio no Chile. Foi o fim do ciclo de sequestros políticos durante a ditadura militar.
Em posterior interrogatório feito pelas autoridades, Bucher recusou-se a reconhecer por fotografias qualquer um dos seus cinco captores — Carlos Lamarca, Alfredo Sirkis, que servia como seu intérprete, Tereza Ângelo, Gerson Theodoro de Oliveira e Herbert Daniel —, alegando que eles só se deixavam ser vistos com capuz, o que era mentira.

## Citação
| “ | Eu não sou americano, sou suíço. Não tenho nada com isso. Rapazes, vocês certamente cometeram um engano! | ” |